# Nora Al Matrooshi
Nora Al Matrooshi (en arabe : نورا المطروشي), née en 1993 dans l’émirat de Charjah aux Émirats arabes unis, est une astronaute émiratie sélectionnée en avril 2021. C'est la première femme arabe astronaute à être sélectionnée, nommée par l'Agence spatiale émiratie.
Nora Al Matrooshi a obtenu un diplôme d’ingénieur en génie mécanique de l’université des Émirats arabes unis en 2015 qu'elle a complété par une formation à l’université des sciences appliquées de Vaasa (VAMK) en Finlande. Membre de l’American Society of Mechanical Engineers, elle travaille actuellement en tant qu’ingénieur à la National Petroleum Construction Company (NPCC).
Au cours de sa carrière, elle pilota, notamment, des projets d’ingénierie pour la Abu Dhabi National Oil Company (ADNOC).
Elle est sélectionnée par le Centre spatial Mohammed bin Rashid (MBR) comme astronaute en avril 2021. Elle rejoint le Centre spatial Lyndon B. Johnson de la NASA afin de s'entraîner avec le Groupe d'astronautes 23 de la NASA en vue d'une future mission spatiale.

## Biographie
Nora Al Matrooshi est née en 1993 dans l’émirat de Charjah aux Émirats arabes unis.
Issue d’une famille qui la soutient depuis son plus jeune âge dans la réalisation de ses rêves, Nora Al Matrooshi explique lors d’une interview réalisée par la BBC qu’elle se passionne très tôt pour l’astronomie. Peu d’informations sont à ce jour disponibles sur sa vie personnelle, néanmoins elle déclare lors d’une interview avec le journal The National que sa mère possède un doctorat en programmes d'études et leadership et son père possède un doctorat en génie chimique et pétrolier. Concernant sa sœur, elle vit au Canada et aspire à devenir chirurgienne, étant déjà médecin.
Titulaire d’un diplôme d’ingénieur en génie mécanique obtenu à l’université des Émirats arabes unis en 2015, elle continue une formation en sciences appliquées à l’université des sciences appliquées de Vaasa (VAMK) en Finlande. Membre de l’American Society of Mechanical Engineers, elle travaille actuellement en tant qu’ingénieur à la National Petroleum Construction Company (NPCC).
Au cours de sa carrière, c'est notamment des projets d'ingénierie pour la Abu Dhabi National Oil Compagny (ADNOC) qu'elle dirige. 
Excellente dans le domaine de l'ingénierie et des mathématiques, elle obtient en 2011 la première place aux Olympiades internationales de mathématiques. Elle a également été sélectionnée pour le programme des jeunes ambassadeurs des Émirats arabes unis pour l'année 2013 qui s’est déroulé en Corée du Sud, et qui a été organisé sous les auspices de la cour du prince héritier d'Abu Dhabi. Elle a par ailleurs représenté les Émirats arabes unis à l’exposition universelle de Milan en 2015 sur le thème « nourrir la planète, énergie pour la vie ». 
Elle n’a pas d’expériences dans le domaine du pilotage, contrairement à son collègue Mohammad Al Mulla, mais elle a été sélectionnée en avril 2021 par le Centre spatial Mohammed bin Rashid (MBRSC). Elle rejoint en 2023 le Centre spatial Lyndon B. Johnson de la NASA aux États-Unis afin de s'entraîner avec le groupe d'astronautes 23 en vue d'une future mission spatiale.
Bien que première femme arabe à être sélectionnée comme astronaute, elle n'est pas la première à aller dans l'espace, car l'Arabie Saoudite achète un siège à bord d'une mission spatiale privée pour y envoyer son astronaute Rayyanah Barnawi en mai 2023.

## Formation et mission
Pour participer au programme spatial émirati du Centre spatial Mohammed bin Rashid (MBRSC), en partenariat avec la NASA, Nora Al Matrooshi a été sélectionnée parmi 4 300 candidats. Selon la dépêche de l’Agence de presse émiratie Emirates News Agency (en), l'émir de Dubaï et homme politique Mohammed ben Rachid Al Maktoum a déclaré : « Nous annonçons aujourd'hui la nomination de deux nouveaux astronautes émiratis, dont la première femme astronaute arabe, Nora Al Matrooshi et Mohammad Al Mulla. Ils ont été sélectionnés parmi plus de 4 000 candidats et leur entraînement va bientôt commencer pour des vols spatiaux internationaux. ».
Dans le cadre de cet accord entre les Émirats arabes unis et les États-Unis, Nora Al Matrooshi ainsi que son collègue Mohammad Al Mulla ont rejoint, depuis janvier 2023, le groupe d'astronautes 23 de la NASA, regroupant dix astronautes et deux astronautes émirati. Ainsi, depuis janvier 2023, ils suivent une formation au Centre spatial Lyndon B. Johnson de la NASA à Houston pour une durée de 2 ans.
Cette formation comprend différents aspects spécifiques tels que des entraînements à des missions de longue durée à bord de la Station spatiale internationale, des exercices de survie, des exercices théoriques et missions de sortie dans l'espace ou bien encore des cours de langue russe. Ces exercices ont pour objectifs d’obtenir un siège sur l'un des vols spatiaux au cours des trois prochaines années.
L’un des objectifs majeurs pour les Émirats, dans le domaine spatial, est le projet « Mars 2117 » qui vise à développer la toute première colonie durable sur la planète rouge au cours des 100 prochaines années.